# Une fille a parlé
Pour plus de détails, voir Fiche technique et Distribution.
Une fille a parlé (Pokolenie) est un film polonais réalisé par Andrzej Wajda, sorti en 1955.

## Synopsis
Stach est un adolescent des faubourgs de Varsovie. Avec ses amis, il commet de menus larcins aux dépens des occupants nazis et se considère comme un voleur nationaliste. Son arrivée dans un petit atelier, où il est placé comme apprenti, lui fait rencontrer des résistants communistes grâce auxquels son insubordination prend une dimension plus politique. Au cours de ces activités, il rencontre Dorota, jeune fille organisatrice d'un groupe de jeunes résistants communistes, dont il tombe amoureux. C'est alors qu'éclate l'insurrection du ghetto juif. Ce premier film de Wajda, qui met en scène Roman Polanski dans un rôle mineur, fait partie avec Ils aimaient la vie (Kanał) et Cendres et Diamant (Popiół i diament) d'une veine qui explore les engagements des jeunes Polonais pendant la Seconde Guerre mondiale.

## Fiche technique
- Titre : Une fille a parlé
- Titre alternatif : Génération
- Titre original : Pokolenie
- Réalisation : Andrzej Wajda, assistant réalisateur : Janusz Morgenstern
- Scénario : Bohdan Czeszko d'après son roman Pokolenie (Génération)
- Musique : Andrzej Markowski
- Photographie : Jerzy Lipman
- Montage : Czeslaw Raniszewski
- Pays d'origine :  Pologne
- Format : Noir et blanc — 35 mm — 1,37:1 — Son : Mono
- Genre : Drame, Film de guerre
- Durée : 83 minutes
- Date de sortie : 1955

## Distribution
- Tadeusz Łomnicki : Stach Mazur
- Urszula Modrzynska : Dorota
- Tadeusz Janczar : Jasio Krone
- Janusz Paluszkiewicz : Sekula
- Ryszard Kotys : Jacek
- Roman Polanski : Mundek
- Ludwik Benoit : Grzesio
- Hanna Skarżanka : mère de Stach
- Zygmunt Hobot : Abram
- Zygmunt Zintel : contremaître
- Stanisław Milski : père de Jasio
- Janusz Ściwiarski : charpentier
- Bronisław Kassowski : marchand
- Zofia Czerwińska : serveuse de bar
- August Kowalczyk : prêtre
- Jerzy Krasowski : Władek
- Zbigniew Cybulski : Kostek
- Tadeusz Fijewski : indicateur allemand
- Kazimierz Wichniarz : officier allemand
- Cezary Julski : cocher
- Wiesław Gołas : gendarme allemand